# اللعنة (مسلسل أمريكي)
اللعنة (بالإنجليزية: The Curse)‏ هو مسلسل تلفزيوني أمريكي ساخر من نوع الكوميديا السوداء من تأليف وكتابة ناثان فيلدر وبيني صفدي، وبطولة إيما ستون، فيلدر وصفدي. جرى تصوير المسلسل في الفترة من يونيو 2022 إلى أكتوبر 2022 وعُرض لأول مرة عبر البث المباشر وحسب الطلب لجميع مشتركي شبكة شوتايم وشبكة باراماونت+ في 10 نوفمبر 2023، قبل عرضه لأول مرة على الهواء على قناة شوتايم. عُرضت حلقاته الثلاث الأولى لأول مرة في مهرجان نيويورك السينمائي في 12 أكتوبر 2023.